# Liam Sceats
Liam Sceats (Auckland, 20 september 2005) is een Nieuw-Zeelands autocoureur.

## Carrière

### Karting
Sceats begon zijn autosportcarrière in het karting in Nieuw-Zeeland in 2013. Hij nam vooral deel aan kampioenschappen in Nieuw-Zeeland en Australië. In 2015 werd hij kampioen in de Cadet-klasse van het Blossom Festival en in 2019 won hij de Rotax Junior-klasse van het Kartsport NZ North Island Sprint Championship. Hij bleef tot 2021 actief in de karts.

### Formule Ford
In het seizoen 2020-2021 maakte Sceats de overstap naar het formuleracing en debuteerde hij in de Formule Ford, waar hij vierde werd in de North Island Formula Ford Series. In 2021 nam hij deel aan de Nieuw-Zeelandse Formule Ford en in het winterkampioenschap van de Manfeild Autocourse. In het nationaal kampioenschap werd hij achtste, terwijl hij in het kampioenschap van Manfeild met vier zeges derde werd.
In het winterseizoen 2021-2022 kwam Sceats opnieuw uit in de North Island Formula Ford Series, waar hij met zes overwinningen als derde eindigde. Later in 2022 reed hij opnieuw in de kampioenschappen van Nieuw-Zeeland en Manfeild. In het nationaal kampioenschap werd hij met vier overwinningen derde en in het kampioenschap van Manfeild won hij alle drie de races waar hij aan deelnam.

### Formule Regional
In 2023 stapte Sceats over naar de Formule Regional en maakte hij zijn debuut in het Formula Regional Oceania Championship (FROC) bij het team M2 Competition. Hij behaalde drie podiumplaatsen op Highlands Motorsport Park, Teretonga Park en Manfeild. Met 245 punten werd hij achter Charlie Wurz, Callum Hedge en Jacob Abel vierde in de eindstand. Vervolgens stapte hij over naar het Formula Regional Japanese Championship, waarin hij voor het Sutekina Racing Team uitkwam. Hij won drie races op het Okayama International Circuit, de Twin Ring Motegi en de Fuji Speedway. Daarnaast stond hij nog vijf keer op het podium. Met 219,5 punten werd hij achter Sota Ogawa tweede in het klassement.
In 2024 reed Sceats opnieuw in het FROC bij M2. Hij behaalde drie zeges: twee op Highlands en een op de Powerbuilt Raceway. Hiernaast stond hij in nog vijf andere races op het podium. Met 341 punten werd hij achter zijn teamgenoot Roman Biliński tweede in de eindstand.

### USF Pro 2000
In 2024 maakte Sceats de overstap naar de Verenigde Staten en ging hij rijden in de USF Pro 2000 Championship, waar hij voor het team TJ Speed Motorsports uitkwam. Op de Indianapolis Motor Speedway behaalde hij zijn enige overwinning van het seizoen. Hiernaast stond hij nog vier keer op het podium op het Stratencircuit Saint Petersburg, Indianapolis, Road America en het Stratencircuit Toronto. Met 256 punten werd hij vijfde in het eindklassement.

### Indy NXT
In 2025 maakt Sceats zijn debuut in de Indy NXT, waar hij in het eerste weekend op Saint Petersburg uitkomt voor HMD Motorsports.